# Аеропорт (станція, Москва)
Аеропорт — залізнична станція Московської залізниці у Москві. Знаходиться на тупиковому відгалуженні від станції Лісний Городок головного ходу Київського напрямку. Входить до Московсько-Смоленського центру організації роботи залізничних станцій ДЦС-3 Московської дирекції управління рухом. За основним характером роботи є проміжною, за обсягом роботи віднесена до 2 класу.
Розташована на території району Внуково Західного адміністративного округу, поблизу міжнародного аеропорту Внуково, за 31 км SW від Москва-Пасажирська-Київська. Час руху електропотягом від Москва-Пасажирська-Київська — 38-42 хвилини.
В межах станції Аеропорт знаходяться два зупинних пункти:
- Однойменний наземний на тупиковій боковій колії № 1, одна берегова платформа. Не забезпечує підвезення до пасажирського терміналу аеропорту, тому пасажирообіг малий. Так як колія тупикова, проїзд до наступного з.п. неможливий.
- Підземний тупиковий з.п. Аеропорт Внуково безпосередньо біля терміналу аеропорту. Одна острівна платформа між тупиковими коліями № ІІІБ і 4Б, які є продовженнями колій № II і 4 основної частини станції.

Між Москва-Пасажирська-Київська і платформою Аеропорт курсують три пари приміських електропоїздів на день (тільки по буднях). Крім цього, без зупинки курсують Аероекспреси, що 30 хвилин, між Москва-Пасажирська-Київська та тупиковою платформою Аеропорт Внуково.